# Viškovo
Viškovo est un village et une municipalité située dans le comitat de Primorje-Gorski Kotar, en Croatie. Au recensement de 2011, la municipalité comptait 14 445 habitants .

## Localités
La municipalité de Viškovo compte 7 localités :
- Kosi
- Marčelji
- Marinići
- Mladenići
- Saršoni
- Sroki
- Viškovo